# Erbfolge
Erbfolge ist die Rechtsnachfolge eines oder mehrerer Erben in das Vermögen und die Verbindlichkeiten  eines Erblassers.

## Deutschland

### Rechtliche Stellung des Erben
Die Erbfolge tritt kraft Gesetzes ein (§ 1922 BGB), ohne dass der Erbe irgendeine Handlung wie die Besitzergreifung des Nachlasses vornehmen müsste. Er kann die Erbschaft jedoch fristgebunden ausschlagen (§ 1942, § 1943 BGB) und seine Erbenhaftung auf den Nachlass beschränken (§ 1975 BGB).
Die Rechtsnachfolge tritt grundsätzlich mit dem Tod des Erblassers ein, im Fall der vorweggenommenen Erbfolge jedoch noch zu seinen Lebzeiten.

### Arten
Das deutsche Erbrecht kennt zwei Arten der Erbfolge. Die gewillkürte Erbfolge beruht auf einer Willenserklärung des Erblassers, die gesetzliche Erbfolge auf dem Gesetz.

#### Gewillkürte Erbfolge
Liegt eine wirksame Verfügung von Todes wegen vor (Testament, § 1937 BGB; gemeinschaftliches Testament, § 2265 BGB; Erbvertrag, § 1941 BGB), so wird von einer gewillkürten Erbfolge gesprochen. Beschränkt sich die Erbeinsetzung auf einen Bruchteil der Erbschaft, so tritt im Übrigen die gesetzliche Erbfolge ein (§ 2088 BGB).

#### Gesetzliche Erbfolge
Die gesetzliche Erbfolge tritt ein, wenn keine gewillkürte Erbfolge vorliegt, das Erbe ausgeschlagen wurde (§ 1953 Abs. 2 BGB) oder Erbunwürdigkeit vorliegt (§ 2344 Abs. 2 BGB). Es erben die Verwandten des Erblassers in einer bestimmten Reihenfolge (§§ 1924–1930 BGB) sowie sein überlebender Ehegatte (§ 1931, § 1371 BGB) oder Lebenspartner (§ 10 LPartG). Sie werden Gesamtrechtsnachfolger des Erblassers (sog. Universalsukzession).
Sind die gesetzlichen Erben eines Erblassers nicht bekannt, so wird von Amts wegen eine Erbenermittlung durchgeführt.
Ist zur Zeit des Erbfalls kein Verwandter, Ehegatte oder Lebenspartner des Erblassers oder kein Erbe vorhanden oder ist kein Erbe ermittelbar, besteht ein gesetzliches Erbrecht des Fiskus (sog. Staatserbrecht: § 1936, § 1964 BGB).
Am 11. März 1966 entschied das Bundesverwaltungsgericht, dass nach der sogenannten Primogenitur kein Adelstitel mehr im Wege der Erbfolge erworben werden kann.

## Österreich
Im österreichischen Erbrecht geht die Erbschaft nicht direkt kraft Gesetzes auf den oder die Erben über. Es bedarf eines Verlassenschaftsverfahrens. Erst mit der Einantwortung (§ 547ABGB) tritt der Erbe als Gesamtrechtsnachfolger in die Rechtsstellung des Erblassers ein. Das Erbrecht gründet sich auf einen Erbvertrag, auf eine letztwillige Verfügung oder auf das Gesetz (§ 533 ABGB).